# شهرستان جانگسو
شهرستان جانگسو (به لاتین: Jangsu County) یک منطقهٔ مسکونی در کره جنوبی است که در جئولابوک-دو واقع شده‌است. شهرستان جانگسو ۵۳۳٫۶۴ کیلومتر مربع مساحت و ۲۶٬۴۶۳ نفر جمعیت دارد.